# Konjic (Osečina)
Konjic (Servisch: Коњиц) is een plaats in de Servische gemeente Osečina. De plaats telt 343 inwoners (2002).